# Their Honeymoon (film 1914)
Their Honeymoon è un cortometraggio muto del 1914 diretto da Al Christie. Prodotto dalla Nestor di David Horsley e distribuito dall'Universal Film Manufacturing Company, aveva come interpreti Eddie Lyons, Victoria Forde, Lee Moran e Rena Rogers. Quest'ultima è stata la prima moglie (dal 1916 al 1941) del famoso regista Frank Borzage.

## Trama
Eddie e Victoria, giovani sposini, sono in partenza per un breve viaggio per andare in visita da uno zio che non li conosce e che vive in una città vicina. Alla stazione giunge anche un giovane dottore con due pazienti, un uomo e una donna, che devono essere ricoverati in un ospedale per malattie mentali e che credono nel loro delirio di essersi appena sposati. Il medico, dopo averli accompagnati sul treno, li perde di vista perché si mette a chiacchierare sulla piattaforma insieme a una bella ragazza. Distratto, quando il convoglio parte, il medico non riesce a risalire sul treno. Telefona però subito al manicomio, avvisando il direttore dell'arrivo dei due pazienti. Alla fermata successiva, sul vagone sale un uomo in divisa che si avvicina a Eddie e a Victoria chiedendo loro se si sono appena sposati. Alla loro risposta affermativa, i due vengono prelevati e portati all'asilo per alienati, senza che nessuno prenda per buone le loro legittime rimostranze. Nel frattempo, lo zio di Eddie scambia i due veri pazzi per il nipote e sua moglie, accogliendoli come ospiti in casa sua. Ma la coppia riduce presto la sua quieta casa in un vero manicomio e lui, cominciando a sospettare che nei due ci sia qualcosa che non va, decide di chiamare la polizia. Eddie e Victoria, intanto, riescono a fuggire: l'equivoco sarà finalmente chiarito dall'arrivo del medico.

## Produzione
Il film fu prodotto dalla Nestor Film Company.

## Distribuzione
Distribuito dall'Universal Film Manufacturing Company, il film - un cortometraggio di una bobina - uscì nelle sale cinematografiche statunitensi il 24 aprile 1914.